# ميريام كازانوفا
ميريام كازانوفا مواليد 20 يونيو 1985 في سويسرا، هي لاعبة كرة مضرب سويسرية سابقة بدأت مسيرتها كمحترفة سنة 2000 وكانت تلعب باليد اليمنى، اعتزلت اللعب في 2012. أعلى تصنيف لها في الفردي كان المركز الـ 45 في سنة 2003. أعلى تصنيف لها في الزوجي كان المركز الـ 19 في سنة 2004. سبق أن شاركت في دورة الألعاب الأولمبية الصيفية.

## روابط خارجية
- ميريام كازانوفا على موقع رابطة محترفات التنس (الإنجليزية)
- ميريام كازانوفا على موقع الاتحاد الدولي لكرة المضرب (الإنجليزية)
- ميريام كازانوفا على موقع كأس بيلي جين كينغ (الإنجليزية)
- ميريام كازانوفا على موقع خلاصة التنس.كوم (الإنجليزية)
- ميريام كازانوفا على موقع اللجنة الأولمبية الدولية (الإنجليزية)
- ميريام كازانوفا على موقع أوليمبيديا (الإنجليزية)